# Ледяная (приток Моховой)
Ледяная — река в Томской области России. Устье реки находится в 11 км по правому берегу реки Моховая. Длина реки составляет 29 км. Притоки — Торфяная в 6 км и река без названия в 12 км от устья.

## Данные водного реестра
По данным государственного водного реестра России относится к Верхнеобскому бассейновому округу, водохозяйственный участок реки — Васюган, речной подбассейн реки — Васюган. Речной бассейн реки — (Верхняя) Обь до впадения Иртыша.